# نهر سيد (حسيني)
نهر سيد (بالفارسية: نهرسید) هي منطقة سكنية تقع في إيران في قسم حسيني الريفي. يقدر عدد سكانها بـ 23 نسمة بحسب إحصاء 2016.